# Epigrammi (Marziale)
Gli Epigrammi (in latino: Epigrammaton libri XII) costituiscono l'intera opera letteraria del poeta latino del I secolo Marco Valerio Marziale
Si tratta di una raccolta suddivisa in dodici libri, composti e pubblicati a più riprese tra l'anno 86 e il 102, per un totale di più di un migliaio di epigrammi, scritti perlopiù in distici elegiaci ed endecasillabi faleci coliambi.
All'opera gli editori moderni aggiungono poi come introduzione il Liber de spectaculis, ovvero la porzione superstite (30 epigrammi in distici elegiaci) dei componimenti scritti per i giochi inaugurali dell'anfiteatro Flavio (80 d.C.), e come conclusione i due libri intitolati Xenia ("doni per gli ospiti", per lo più cibi e bevande) e Apophoreta ("cose da portar via" o regali estratti a sorte), raccolte di distici elegiaci che vogliono far da accompagnamento a doni (rispettivamente inviati durante i Saturnalia e offerti nei banchetti), composte fra l'83 e l'85 d.C.

## Contenuto
Nella letteratura latina, già Catullo aveva affidato alla forma epigrammatica la terza sezione del suo Liber; fu però proprio Marziale a farlo diventare un genere letterario degno (e non più semplice passatempo - soprattutto politico - com'era fino ad allora stato). Nello specifico si tratta di una forma di poesia d'occasione, che fissa in pochi e brevi versi l'impressione colta in un attimo, quasi esclusivamente minimi fatti quotidiani, in uno stile aforistico. I temi affrontati sono nella stragrande maggioranza delle situazioni di tipo leggero, soprattutto di satira e parodia, riguardanti l'erotismo (sino a sfociare in certi casi in vera e propria pornografia), ma anche di carattere simposiaco e funerario.
Osservatore spietato della realtà che lo circonda, aggressivo, ma senza mai ridursi all'attacco personale, Marziale ci regala uno spaccato della vita di tutti i giorni all'interno della società romana del principato (storia romana), tra gli ultimi imperatori della dinastia flavia: lo spettacolo che gli si offre di fronte agli occhi comprende sciocchi e avari, invidiosi e affaristi, golosi e usurai, nuovi ricchi dall'animo plebeo, cortigiane ed effeminati, adulteri ed omosessuali (sia uomini sia donne), fino ai parassiti a caccia di eredità e agli adulatori dei potenti. La sua capacità è tutta nel rendere caratteristici, accentuandone i tratti più assurdi e ridicoli, i difetti sia fisici sia caratteriali.
Non vi è mai indignazione moralistica, ma sempre un sorriso distaccato o tutt'al più sprezzante, nessun risentimento né asprezza, solo un po' di malinconia verso la fine. Generalmente, e in questo s'ispira al latino Lucillio, chiude con una battuta finale inaspettata (aprosdoketon - che va contro le aspettative/effetto a sorpresa) e brillante; vivace e colloquiale, con una ricchezza di lessico che va dal colto all'ironico allo sboccato.
Il conoscente Plinio il Giovane, dopo la morte dell'autore, così lo descrive: "ingegnoso, acuto e pungente, che scriveva per lo più con arguzia e acrimonia, ma anche con candida schiettezza".

## Struttura
- "Liber de spectaculis" (giunto incompleto). Registra in 33 epigrammi gli spettacoli che furono tenuti per celebrare l'inaugurazione dell'anfiteatro Flavio (conosciuto in seguito come il "Colosseo") nell'anno 80 in pieno centro a Roma; celebra ed esalta la magnificenza dell'opera ed il suo autore, l'imperatore romano Tito. Questo lavoro gli guadagnò l'ammissione all'ordine equestre e una piccola pensione. La mitologia classica è qui ancora molto presente.
- "Libri I-XII", composti tra l'86 e il 97 (il XII nel 102, due anni prima della morte, dopo essersi ritirato a vita privata) e per lo più destinati a chi assisteva alle feste primaverili dedicate alla Dea Flora (divinità). Qui troviamo epigrammi di tutti i tipi, dai carmi celebrativi ed encomiastici a quelli maggiormente descrittivi, agli epigrammi funerari e di riflessione personale, con temi prevalentemente sessuali che seguono il filone erotico: vi si possono trovare domande per ottenere aiuti finanziari, scene di strada, ritratti umani, descrizioni di oggetti e luoghi, insulti e rimproveri. Deride e prende di mira praticamente tutte le classi sociali ma innanzitutto gli strati più popolari, dal ricco ma stupido al vecchio che pretende d'esser ancor giovane alla matrona ipocrita che dietro un'apparenza di castità cela tutta la lussuria di cui può esser capace una donna; ma anche medici incompetenti, pseudo poeti senza alcun talento, ragazzini carini e vanesi, zitelle appassite e gente corrotta della più svariata specie e provenienza. Ma è soprattutto nel Liber XII che Marziale dimostra più vistosamente che è affetto da solitudine, lontano da Roma, e se ne rammarica.
- "Xenia" e "Apophoreta", indicanti i doni da inviare ai conoscenti ed agli amici e i bigliettini poetici che li accompagnano. I primi sono 124 epigrammi composti da un solo distico, i secondi 223 epigrammi. Entrambi sono con tutta probabilità stati composti su commissione attorno all'84-85.

## Metrica
I metri maggiormente utilizzati sono il distico elegiaco, l'endecasillabo falecio, il trimetro giambico e l'esametro dattilico.

## Traduttori italiani degliEpigrammaton libri
- Pio Magenta
- Giuspanio Graglia
- Federico Fagnani, 1827
- Concetto Marchesi, 1929
- Alberto Mortera, 1933; Milano, Mondadori, 1952
- Gli epigrammi, traduzione di Giuseppe Lipparini, Bologna, Zanichelli, 1943. [trad. parziale]
- Augusto Serafini, Torino, Chiantore, 1948 [trad. parziale]
- Alberto Gabrielli, Torino, UTET, 1957
- Cesare Vivaldi, Parma, Guanda, I ed. 1962 [trad. parziale]; IV ed. riveduta e ampliata, Guanda, 1975
- Mario dell'Arco, Roma, Andreocci, 1963
- Guido Ceronetti, Torino, Einaudi, 1964; successive edizioni rivedute
- Guglielmo Zappacosta, Roma, Armando Curcio, 1967
- Roberto Sanesi, Verona, Corubolo & Castiglioni, 1967 [trad. parziale]
- Nicola Vaccaro, Padova, Rebellato Editore, 1975
- Geda Jacolutti, Verona, Fiorini, 1977
- Arturo Carbonetto, Milano, Garzanti, 1979 [trad. parziale]
- Giuseppe Norcio, Torino, UTET, 1980
- Franco Zagato, Roma, Newton Compton, 1985 [trad. parziale]
- Giuliana Boirivant, Milano, Bompiani, 1988; anche Fabbri Editore [trad. parziale]
- Gianfranco Lotti, Milano, Armenia, 1989
- Luciano Parinetto, Roma, Stampa Alternativa, 1991 [trad. parziale]
- Cesare Vivaldi, Roma, Newton Compton, 1993
- Simone Beta, Milano, Mondadori, 1995
- Mario Scandola, Milano, BUR, 1996
- Guido Ceronetti, Lavis (TN), La Finestra editrice, 2007
- Mario Fresa, Salerno, Edizioni L'Arca Felice, 2011